# Alexandru Cihac
Alexandru Cihac (n. 8 septembrie 1825, Iași – d. 29 iulie/10 august 1887, Mainz) a fost un filolog român, membru de onoare al Academiei Române.

## Lucrări
- Dictionnaire d'étymologie daco-romane, Frankfurt pe Main & Berlin & București, 1870, 1879